# Frogs
Frogs – utwór amerykańskiej grupy muzycznej Alice in Chains, wydany na trzecim albumie studyjnym Alice in Chains w 1995. Został on zamieszczony na przedostatniej, jedenastej pozycji na płycie. Czas trwania wynosi 8 minut i 20 sekund, co sprawia, że jest najdłuższym utworem znajdującym się na albumie oraz w całej dyskografii zespołu. Autorem tekstu do utworu jest wokalista grupy Layne Staley, muzykę skomponowali wspólnie gitarzysta Jerry Cantrell, basista Mike Inez oraz perkusista Sean Kinney.
W późniejszym okresie utwór znalazł się na albumie koncertowym Unplugged oraz albumie kompilacyjnym Music Bank z 1999.

## Znaczenie tekstu, kompozycja
Tekst utworu został napisany przez wokalistę grupy Layne’a Staleya. Słowa utworu mają charakter depresyjny, mroczny, przygnębiający, traktują o samotnym człowieku, nie wierzącym w przyjaźń. Pojawiają się także odniesienia do uzależnienia narkotykowego. Odniesienie mówiące o powątpiewaniu w przyjaźń słychać jest w wersie „What does friend mean to you? A word so wrongfully abused” (pol. „Cóż przyjaźń dla Ciebie znaczy? Słowo tak błędnie nadużywane”). W czasie kiedy powstawała płyta, Staley był już mocno uzależniony od heroiny. W tekstach zawartych na albumie, pojawia się więc wiele odniesień do uzależnienia. Muzykę skomponowali wspólnie Jerry Cantrell, Mike Inez oraz Sean Kinney. Utwór „Frogs” uchodzi za jeden z najbardziej technicznych w dorobku grupy. Zawiera w sobie wiele zmiennych harmonii oraz charakterystyczne dla zespołu wolne tempo. W książeczce dołączonej do albumu Music Bank, gitarzysta Jerry Cantrell skomentował pomysł na tytuł utworu oraz okoliczności w jakich powstał: 

Demo tej płyty nagrywaliśmy w miejscu zwanym Bear Creek. Znajdowało się ono nad jeziorem i było tam całe mnóstwo cholernie głośnych żab, tak więc wystawiliśmy mikrofony na zewnątrz i zaczęliśmy je nagrywać, kosztowało nas to 10 000 dolców przez tydzień i była to jedyna rzecz, jaką stamtąd wynieśliśmy, kiedy więc nagraliśmy taki numer, upewniliśmy się, żeby te żaby się w nim pojawiły.

Utwór zaczyna się od łagodnego wstępu gitary elektrycznej. Po chwili słychać jest ciągnącą się w tlę solówkę gitarową, a na pierwszy plan wysuwa się brzmienie gitary akustycznej. Wokal Staleya jest stonowany. W refrenach kompozycja zyskuje nieco na ciężkości oraz wokal Staleya staje się nieco bardziej energiczny. Po wykonaniu drugiego refrenu, utwór zmienia tempo. Słychać jest grę gitary akustycznej, a partia gitary elektrycznej schodzi na drugi plan. Wokal Staleya jest cichy oraz zsynchronizowany. W takim tempie utwór się kończy.

## Utwór na koncertach
Utwór „Frogs” swą premierę koncertową miał 10 kwietnia 1996, podczas koncertu MTV Unplugged w Brooklyn Academy of Music w Nowym Jorku. Kompozycja w wersji koncertowej trwa 7 minut i 30 sekund. Koncert został zarejestrowany i ukazał się na albumie koncertowym Unplugged. Było to jedyne wykonanie tego utworu na żywo.

## Twórcy
Opracowano na podstawie materiału źródłowego:
Alice in Chains
- Layne Staley – śpiew
- Jerry Cantrell – gitara rytmiczna, gitara prowadząca, gitara akustyczna, wokal wspierający
- Mike Inez – gitara basowa
- Sean Kinney – perkusja

Produkcja
- Nagrywany: kwiecień–sierpień 1995 w Bad Animals Studio, Seattle
- Producent muzyczny: Toby Wright
- Miksowanie: Toby Wright w Electric Lady Studios, Nowy Jork
- Inżynier dźwięku: Tom Nellen
- Asystent inżyniera dźwięku: Sam Hofstedt
- Mastering: Stephen Marcussen w Marcussen Mastering Studio, Hollywood
- Asystent techniczny: Darrell Peters, Walter Gemienhardt
- Koordynator prac w studio: Kevan Wilkins
- Zdjęcia: Rocky Schenck, Rob Bloch
- Kierownictwo artystyczne: Mary Maurer
- Projekt oraz wykonanie okładki: Doug Erb
- Management: Kelly Curtis, Susan Silver

- Aranżacja: Jerry Cantrell, Mike Inez, Sean Kinney
- Tekst utworu: Layne Staley